# Régis Musset
Pour les articles homonymes, voir Musset.
Régis Musset est un réalisateur français.

## Filmographie

### Réalisateur
- 2005 : Une deuxième vie, Père et Maire, (90 min) TF1
- 2005 : Élodie Bradford (épisode : Les crimes étaient presque parfaits), (90 min) M6
- 2006 : Anna Meyer, assistante de choc, (90 min) M6
- 2006 : Élodie Bradford (épisode : Intouchables), (90 min) M6
- 2007 : Le Ciel sur la tête, (90 min) France 2
- 2007 : Les Liens du sang, (2 × 52 min) TF1
- 2008 : Cœur solitaire, Commissaire Cordier, (90 min) TF1
- 2008 : Le monde est petit, (90 min) TF1
- 2009 : Les Corbeaux, (2 × 90 min) TF1
- 2009 : Le grand ménage, (90 min) France 3
- 2010 : Jeux dangereux, (90 min) France 2
- 2010 : Mes deux amours, (90 min) France 2
- 2011 : La Nouvelle Maud, (6×52 min) France 3
- 2012 : Les veuves soyeuses, Le Sang de la vigne (90 min) France 3
- 2012 : Super Lola, (90 min) France 2
- 2013 : Le Bonheur sinon rien !, (90 min) France 3
- 2013 : Le mystère du vin jaune, Le sang de la vigne (90 min) France 3
- 2014 : Massacre à la sulfateuse, Le sang de la vigne (90 min) France 3
- 2014 : Coup de tonnerre dans les Corbières, Le sang de la vigne (90 min) France 3
- 2015 : Un coup de rosé bien frappé, Le sang de la vigne (90 min) France 3
- 2016 : Les Liens du cœur, (90 min) France 3
- 2018: Trop c'est trop, Les Municipaux 2 (Conseiller Technique) Long-Métrage

### Premier assistant réalisateur
- 1996 : Lucky Punch de Dominique Ladoge
- 1997 : Le premier qui dit non de Maurice Failevic
- 1997 : Marthe de Jean-Loup Hubert
- 1998 : Deux mamans pour Noël de Paul Gueu
- 1999 : L'homme est une femme comme les autres de Jean-Jacques Zilbermann
- 2000 : Meilleur Espoir féminin de Gérard Jugnot
- 2001 : Brigade spéciale de Charlotte Brändström
- 2002 : Le Raid de Djamel Bensalah
- 2003 : Fargas de Charlotte Brändström
- 2004 : Une villa pour deux de Charlotte Brändström
- 2004 : Julie, chevalier de Maupin de Charlotte Brändström
- 2005 : Il était une fois dans l'oued de Djamel Bensalah